# Harry Treschow
Georg Harry Ryan Treschow (født 15. juli 1872 i København, død 29. november 1926 sammesteds) var en dansk diplomat og godsejer.
Han var søn af Christian Treschow og hustru. Treschow tog filosofikum, ejede 1915-17 Snogeholm i Skåne og var dansk kammerherre og hofjægermester. Han var besidder af det Ryan-Treschowske Fideikommis. Harry Treschow havde også en diplomatisk karriere og var dansk gesandt i Egypten fra 1922.
Han blev 9. november 1912 gift i London med skuespillerinden Leonhardine Angelika "Engelke" Friis, født Wulff (1867-1944), som 1. gang var gift med teaterdirektør Poul Friis.
Han og hustruen er begravet på Vestre Kirkegård.